# Kinésithérapie
Ne doit pas être confondu avec Ostéopathie ou Kinésiologie.
Vous pouvez aider à l'améliorer ou bien discuter des problèmes sur sa page de discussion.
- Certaines informations devraient être mieux reliées aux sources mentionnées dans la bibliographie ou les liens externes. Améliorez sa vérifiabilité en les associant par des références. (Marqué depuis février 2016)
- Il adopte un point de vue régional ou culturel particulier et nécessite une internationalisation. (Marqué depuis février 2016)
- Il doit être recyclé. La réorganisation et la clarification du contenu sont nécessaires. (Marqué depuis février 2016)

La kinésithérapie, ou physiothérapie de manière plus générale, est une profession de santé et une science clinique. Le mot kinésithérapie est formé à partir du grec ancien κίνησις / kínêsis, « mouvement », et θεραπεία / therapeía, « soin, traitement ». Cette discipline emploie le mouvement dans le but de renforcer, maintenir ou rétablir les capacités fonctionnelles, comme décrites dans la Classification internationale du Fonctionnement, du handicap et de la santé. Elle utilise le mouvement comme moyen de retrouver une fonction ou de pouvoir à nouveau participer à une activité de la vie quotidienne ou un loisir. Il peut également corriger ou réduire un mouvement. Selon l'organisation non gouvernementale World Confederation for Physical Therapy, la physiothérapie permet de « développer, préserver et restaurer un maximum de mouvements et de capacités fonctionnelles tout au long de la vie. Ce service est fourni dans des circonstances où le mouvement et la fonction sont menacés par le vieillissement, des blessures, des douleurs, des maladies, des troubles, des conditions ou des facteurs environnementaux donnés et en sachant que le mouvement fonctionnel est essentiel pour être en bonne santé ». Elle opère par différentes techniques, notamment par la mise en place d'orthèses, afin de rendre au corps une fonction qui s'est altérée. Ces thérapeutiques peuvent par exemple être utiles afin de retrouver l'usage d'une main : après une chirurgie réparatrice, le patient sera accompagné dans l'apprentissage et l'adaptation à son nouvel état. Peuvent aussi être concernés les patients amputés et appareillés à l'aide d'une prothèse.
La kinésithérapie signifie « traitement par le mouvement ». Elle peut agir au niveau de l'ensemble des tissus concernés par le soin pratiqué (tégumentaires, musculaires, articulaires, nerveux, pulmonaires, cardiaques, vasculaires). Les techniques sont utilisées dans le but de la rééducation ou de la réadaptation de la personne.
Ainsi, le kinésithérapeute cherchera à augmenter les capacités fonctionnelles de la personne (mouvement, posture) dans le cadre de la rééducation, ou à aider la personne à s'adapter à de nouvelles conditions dans le cas de la réadaptation. Un des actes de la masso-kinésithérapie est le massage, c'est-à-dire la sollicitation des tissus (peau, muscles, tendons ou encore tissus sous-cutanés) du patient par différentes techniques manuelles ou instrumentales. La kinésithérapie utilise la physiothérapie qui consiste en différents moyens physiques (la chaleur, le froid, des courants électriques, des ultrasons, des infrarouges) afin de prévenir ou de soigner des pathologies tégumentaires ou musculo-tendineuses. La kinésithérapie cherche à favoriser l'autonomie des personnes dans leurs actes de la vie quotidienne. Elle peut aussi appliquer ses compétences préventives en intervenant en milieu professionnel, par exemple, en adaptant le poste de travail d'une personne dans le cadre de la prévention des maladies professionnelles ou encore afin de former le personnel manipulant des charges importantes. La masso-kinésithérapie concerne également les techniques de kinésithérapie respiratoire des nourrissons atteints de bronchiolite, pour aider à l'entretien des volumes et des cinèses ainsi qu'au désencombrement. La réalisation d'une contention élastique (strapping), souple (soutien du bras, bandage coude au corps) est également possible pour favoriser le maintien articulaire ou postural.
Cette discipline comprend la rééducation de presque toutes les pathologies médicales.[réf. nécessaire]
Ce métier appartient au corps des rééducateurs à l'instar des ergothérapeutes, neuropsychologues, orthophonistes, orthoptistes, pédicures-podologues et psychomotriciens.

## Histoire
Le terme de « kinésithérapie » serait apparu pour la première fois au XIXe siècle, sous la plume du suédois Carl Augustus Georgii (associé de Perh Henrich Ling). Il a écrit un livre intitulé Kinésithérapie, ou Traitement des maladies par le mouvement selon la méthode de Ling,. Le terme de « massage » existerait lui depuis l'Antiquité.
En 1900 est créée une Société de Kinésithérapie, dont le but est d'« amener le monde médical à des pratiques autrefois empiriques et à les faire passer dans le domaine scientifique. » Il se crée en parallèle l'École française d'orthopédie et de massage (ÉFOM) et l'École des masseurs-magnétiseurs. En 1922 est créé le brevet de capacité professionnelle d'infirmière, à la suite des besoins engendrés par la Première Guerre mondiale. En 1924, une spécialité de masseur est ajoutée au brevet d'infirmier.
Le 30 avril 1946, le diplôme d'État de masseur-kinésithérapeute est créé en France et se substitue à la spécialité d'infirmier-masseur et aux gymnastes médicaux,. Depuis la rentrée 2015, la durée de la scolarité y est passée de quatre à cinq ans.
Une pionnière de la technique était sœur Elizabeth Kenny en Australie, qui a commencé à travailler aux principes de la réadaptation musculaire au Queensland en 1910 et est allée aux États-Unis en 1940.

## Profession

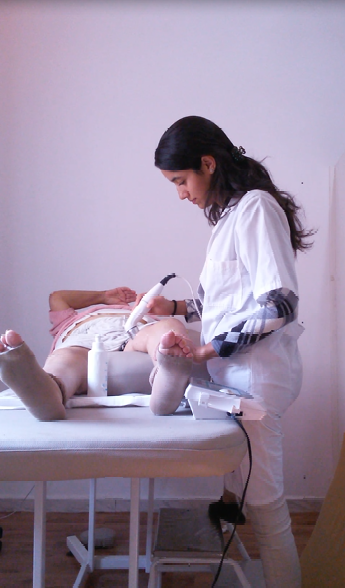
Kinesitherapeute.

Les masseurs-kinésithérapeutes, ou physiothérapeutes appartiennent au corps professionnel des rééducateurs et possèdent un très large éventail de compétences. La France, la Belgique, le Luxembourg, le Maroc, la Tunisie, le Chili et l'Algérie sont parmi les pays dans lesquels on emploie le terme de « kinésithérapie ». En effet, au niveau international les termes « physiothérapie » et « thérapie physique » sont bien plus répandus.

### France
En France, le titre de masseur-kinésithérapeute est réservé aux personnes ayant d'une part obtenu un diplôme d'État français ou européen validé par le Conseil national de l'Ordre des masseurs-kinésithérapeutes – inscrit dans le livre III du Code de santé publique – et d'autre part s'étant inscrites au Conseil national de l'Ordre. L'objet de cette profession paramédicale concerne principalement la rééducation fonctionnelle par le mouvement et le massage.
L'Ordre des masseurs kinésithérapeutes a été institué par la loi de santé publique du 9 août 2004.
Une des caractéristiques de la formation en masso-kinésithérapie est une très bonne connaissance de l'anatomie humaine et de sa biomécanique. Le domaine de connaissance s'étend aux appareils respiratoire, cardiovasculaire, musculosquelettique et neurologique. Les études portent sur les pathologies de ces appareils, leurs traitements médicaux chirurgicaux et kinésithérapiques et ce dans tous les domaines de la médecine hospitalière et ambulatoire.

### Suisse romande
La formation en Suisse est de niveau Bachelor et d'une durée de trois ans. Les écoles proposant cette formation en Suisse romande sont la Haute École de santé de Genève (HEdS-GE), la Haute école de santé du Valais (HEdS) à Loèche-les-Bains , la Haute École de santé Vaud (HESAV) à Lausanne et la Haute École Arc à Delémont. Pour exercer en Suisse lorsqu'on a eu son diplôme dans un autre pays, il faut obtenir une équivalence de la Croix Rouge Suisse.

### Québec
Les professions de physiothérapeute et de technicien en réadaptation physique (TRP), lesquels sont accessibles aux masseurs-kinésithérapeutes français par un arrangement de reconnaissance mutuelle (ARM), ne peuvent être exercés qu'à la condition d'être membre de l'Ordre professionnel de la physiothérapie du Québec (OPPQ). Au Québec, deux types de thérapeutes peuvent pratiquer la physiothérapie : le physiothérapeute et le thérapeute en réadaptation physique (TRP). Ne peut s'appeler physiothérapeute qui veut, le terme étant légalement réservé aux physiothérapeutes membres de l'Ordre professionnel de la physiothérapie du Québec. Seuls les thérapeutes en réadaptation physique et les physiothérapeutes enregistrés peuvent pratiquer la physiothérapie. Toute personne prétendant offrir des services de physiothérapie sans être membre de l'Ordre pourrait être poursuivie en justice pour pratique illégale.
Au Québec, le terme kinésithérapeute est aussi employé pour désigner un massothérapeute spécialisé qui, dans les cadre de ses soins, utilise les mobilisations passives, actives et contrariées ainsi que d'autres exercices. Un kinésithérapeute formé au Québec n'est donc pas un physiothérapeute et ne peut pas faire partie de l'OPPQ. Ce professionnel est réglementé au sein des associations professionnelles en massothérapie.

#### Études requises
Physiothérapeute :
- M.Sc Physiothérapie (études universitaires sur 1,5 année)
- B.Sc Physiothérapie (études universitaires sur 3 années)
- D.E.C. Sciences de la nature (incluant 2 cours de biologie et 3 cours de chimie) (2 ans) ou D.E.C. Techniques de réadaptation physique (3 ans)
- D.E.S. Maths 436-536 ou Math SN ou Math TS, chimie, physique (5 ans)

TRP :
- D.E.C. Techniques de réadaptation physique (études collégiales 3 ans)
- D.E.S. Physique de 5e secondaire (5 ans)

Dans certains cas, les détenteurs d'un diplôme d'études collégiales (D.E.C.) en techniques de réadaptation physique peuvent poursuivre leurs études en physiothérapie à l'université dans le but d'obtenir le baccalauréat et la maitrise du programme continue en vue de pratiquer comme physiothérapeute. Au Québec, les patients ont accès directement à un physiothérapeute, sans prescription d'un médecin. Par contre, certaines compagnies d'assurance pourraient en exiger une à fin d'indemnisation.

## Méthodes de la physiothérapie
La physiothérapie est une discipline de la santé de première ligne intervenant dans le domaine de la prévention et de la promotion de la santé, de l'évaluation, du diagnostic, du traitement et de la réadaptation des déficiences et incapacités touchant les systèmes neurologique, cardiorespiratoire du patient. « Elle utilise une variété de modalités tels que la thérapie manuelle, la chaleur et froid, l'électrothérapie (stimulation musculaire/sensorielle, ultrasons, laser, etc.), l'hydrothérapie, les exercices, l'ultrasonothérapie pour la rétroaction sensorielle et la fonction, les orthèses. Le sujet de telle réadaptation inclut les problèmes neuromusculosquelettiques, c'est-à-dire les problèmes neurologiques, articulaires, musculaires, les troubles d'équilibre, la coordination, la sensibilité, la force, l'endurance, la douleur et la proprioception. Le but du physiothérapeute est d'amener le patient vers une forme physique la plus proche de celle antérieure à l'accident, donc optimale. »
Le mot est employé dans beaucoup de langues (physiotherapy ou physical therapy en anglais) mais, en France et dans quelques pays limitrophes ou passés sous influence française à une époque (la Belgique, le Luxembourg, les pays d'Afrique du Nord et quelques pays d'Afrique subsaharienne), seul a une existence légale le terme de kinésithérapie, qui ne recouvre cependant qu'une partie des champs de la physiothérapie. La physiothérapie est un mot forgé au début du XXe siècle à partir de physio- (du grec phusis « nature ») et thérapie (du grec therapei « soins », « traitement »). La première occurrence employée en tant que substantif date de 1894.
Plusieurs modèles de pensée en masso-kinésithérapie coopèrent voire se confrontent dans l'approche et la résolution des situations-problèmes des patients et plus largement dans la profession. La physiothérapie traite les limitations fonctionnelles découlant de blessures et de maladies affectant les muscles, les articulations et les os, ainsi que les systèmes neurologique (cerveau, nerfs, moelle épinière), respiratoire (poumons), circulatoire (vaisseaux sanguins) et cardiaque (cœur).
Le rôle de la physiothérapie est d'aider à recouvrer le maximum de ses capacités physiques en fonction de son propre potentiel de récupération. Les éléments à inclure dans le dossier d'un patient sont les suivants : H (histoire ou anamnèse), S (évaluation subjective), O (évaluation objective), A (analyse des résultats avec diagnostic, rédaction de la liste des problèmes par priorité, fixation d'objectifs à court et long terme), P (plan de traitement), I (intervention avec les modalités physiothérapeutes), E (réévaluation de l'intervention et bilan), R (recommandations).

### Masso-kinésithérapie factuelle ou pratique basée sur les preuves en rééducation
La masso-kinésithérapie factuelle est une transposition du paradigme décisionnel de la médecine factuelle ou Evidence-Based Medicine (EBM). Ce paradigme promeut le praticien réflexif qui délibère selon un triptyque conceptuel : aspirations du patient, expérience clinique du praticien et informations scientifiques (au sens premier de meilleures données issues de la recherche clinique que l'on retrouve sous le terme de « faits », « preuves » ou « données probantes » caractérisées par leur niveau de preuve scientifique). Ce paradigme se déploie en France depuis le début des années 2000 sous l'influence première de la dynamique de la physiothérapie anglo-saxonne basée sur les preuves ou Evidence-Based Physiotherapy dite « EBP », ainsi que sur l'universitarisation des études et le processus de Bologne en Europe. La pratique clinique factuelle est cependant limitée en situation d'incertitude scientifique (absence ou insuffisance d'investigation, biais et faible qualité de certaines études) ou lorsque le paradigme de l'EBP est mal interprété en donnant une place surdimensionnée aux informations scientifiques dans le processus décisionnel. Ce paradigme de la pratique clinique factuelle en masso-kinésithérapie s'articule avec celui de la pensée critique et de la zététique. Il est aussi compatible avec le modèle biopsychosocial.

### Modèle biopsychosocial et modèle biomédical
Le modèle biopsychosocial ou plutôt l'approche biopsychosociale des situations cliniques en masso-kinésithérapie permet d'appréhender la problématique gestuelle de la personne. Son exercice s'appuie essentiellement sur la Classification Internationale du Fonctionnement, du Handicap et de la Santé (CIF) en termes de déficits de structure anatomique ou de fonction organique, de limitations d'activités, de restrictions de participation sociale et de facteurs environnementaux. Ce modèle favorise une prise en charge globale de la personne. Le raisonnement clinique s'y articule avec le modèle biomédical hérité de la médecine en se référant à l'anatomie humaine, la biomécanique, la physiopathologie et la sémiologie médicale.

### Bilan-diagnostic kinésithérapique (BDK)
Il est stipulé dans l'article R4321-2 Code de la Santé publique de la République Française : « Dans le cadre de la prescription médicale, il [le masseur-kinésithérapeute] établit un bilan qui comprend le diagnostic kinésithérapique et les objectifs de soins, ainsi que le choix des actes et des techniques qui lui paraissent les plus appropriés. » « Ce bilan est tenu à la disposition du médecin prescripteur ». « Le traitement mis en œuvre en fonction du bilan kinésithérapique est retracé dans une fiche de synthèse qui est tenue à la disposition du médecin prescripteur. Cette fiche lui est adressée, à l'issue de la dernière séance de soins, lorsque le traitement a comporté un nombre de séances égal ou supérieur à dix ». « Elle est également adressée au médecin prescripteur lorsqu'il est nécessaire de modifier le traitement initialement prévu ou lorsque apparaît une complication pendant le déroulement du traitement ».

### Chaînes logiques et décision kinésithérapique
Le concept et le système des chaînes logiques correspondent à un modèle de pensée et de représentation des savoirs en masso-kinésithérapie fondé sur le postulat que « le champ de réflexion de la masso-kinésithérapie est l'autonomie gestuelle ». La masso-kinésithérapie est alors considérée comme étant la « thérapeutique de la gestuelle humaine ». Ce modèle théorique a été élaboré par Michel Gedda à la fin des années 2000 selon la méthode Delphi et à partir de la consultation de plusieurs centaines de masseurs-kinésithérapeutes libéraux et hospitaliers en France, en Suisse, en Belgique et au Canada. Inspiré de la Classification internationale des handicaps (Wood, 1988), il articule trois dimensions du contexte clinique et spécifique de la masso-kinésithérapie (MK) : structure (déficits), fonction (incapacités), et situation (interaction personne-environnement). Une chaîne logique s'organise de façon prédictive et déductive mais non systématique ou obligatoire : Anomalie structurelle ou dysfonction → Objectif(s) MK → Moyen(s) MK
Le système des chaînes logiques comprend :
- Une table de référence des structures et fonctions ;
- Un catalogue des chaînes logiques relatives aux structures intéressant la MK ;
- Un catalogue des chaînes logiques relatives aux fonctions intéressant la MK ;
- Un glossaire ;
- Une bibliographie.

Le système de chaînes logiques s'utilise en consultant directement les chaînes ou bien les catalogues facilité par un logigramme de consultation. Il aurait aussi un intérêt didactique pour la conceptualisation des savoirs en MK et pour l'apprentissage du raisonnement clinique, diagnostique et stratégique en MK. Son auteur Michel Gedda évoque par ailleurs des corrélations potentielles entre chaînes logiques et une contribution à l'identification de problématiques et d'hypothèses de recherche en MK. L'auteur décrit une possibilité d'extension en amont et en aval des champs de chaque chaîne logique : Critère(s) clinique(s) → Anomalie structurelle ou dysfonction → Objectif(s) MK → Moyen(s) MK → Contre-indication(s) / Moyens d'action / Indicateurs d'évolution.
Au concept des chaînes logiques s'associe un synopsis décisionnel de la démarche masso-kinésithérapique dit « Ypro » ou « Tpro »[pourquoi ?] selon cinq déterminants :
- Problème de mouvement (bilans cliniques) ;
- Projet du patient (approche humaine) ;
- Problématique gestuelle, intégrant le problème de mouvement et le projet du patient (diagnostic MK) ;
- Proposition d'intervention (objectifs MK) ;
- Protocole de traitement (moyens MK).

Cette modélisation des chaînes logiques et de la décision kinésithérapique n'a pas véritablement trouvé d'écho dans la profession au moment de sa publication en 2001. Ce n'est qu'à partir des années 2014 qu'apparaissent des publications régulières d'études de cas utilisant le modèle décisionnel « Tpro » issu de l'évolution du concept des chaînes logiques en lien avec un nouveau concept-outil : la Fiche de décision kinésithérapique (FDK),.

### Énaction et modèle personne-action-situation (PAS)
L'énaction est une théorie des pratiques éducatives reliée au paradigme de la pensée complexe et à la phénoménologie. En contrepoint du paradigme décisionnel réflexif de l'EBP, cette théorie se base sur le postulat que « la cognition ne se situe pas que dans la tête ». Elle promeut « un praticien énactif qui opère dans et par l'action en situation ». Cette théorie contient notamment un triptyque conceptuel « Personne-Action-Situation » (ou modèle PAS), une dialectique dite « situant/situé » et trois formes d'intelligence qui se fonderaient dans l'action : l'« intelligence dispositionnelle » (être global), l'« intelligence positionnelle » (être en situation de…) et l'« intelligence gestuelle » (agir). Cette théorie est critiquable d'un point de vue scientifique car elle effectue des ponts intellectuels avec la spiritualité.

### Activités

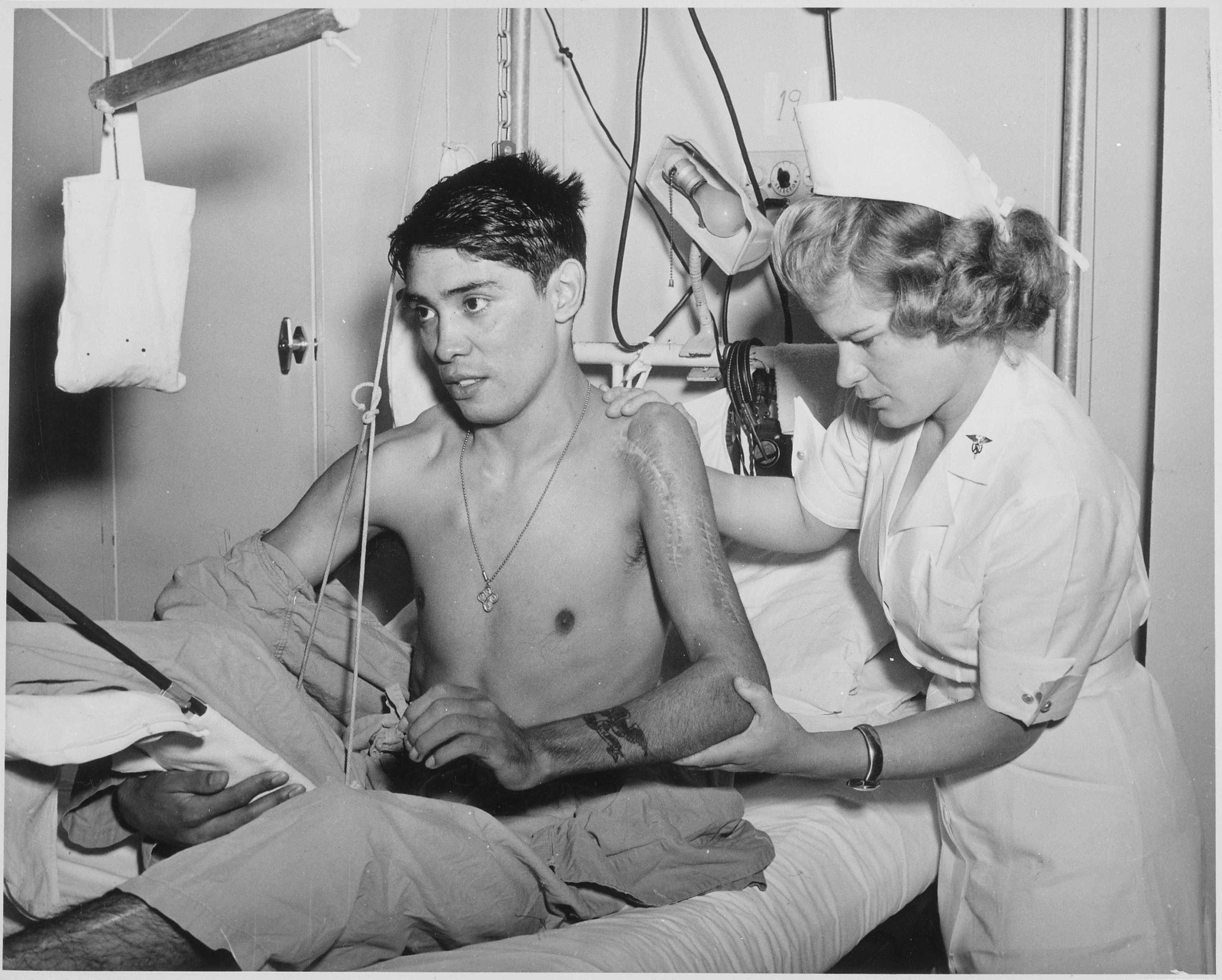
Exercice de mobilité à l'épaule à la suite d'une fracture par une thérapeute de l'armée américaine dans les années 1940.

L'activité de masso-kinésithérapie comprend :
- les massages, dont le drainage lymphatique manuel et la pressothérapie ;
- la kinésithérapie respiratoire de l'adulte et de l'enfant ;
- la kinésithérapie de la femme : Elle regroupe toutes les affections touchant principalement la femme. Il s'agit du suivi en kinésithérapie de la femme enceinte, la rééducation urogynécologique ou rééducation périnéale, de la rééducation abdominale, la rééducation après cancer du sein et de tous les traitements esthétiques.
- les postures, les étirements musculotendineux et les mobilisations articulaires, à l'exclusion des manœuvres de force, notamment des manipulations vertébrales et des réductions de déplacement osseux ;
- le renforcement musculaire (sportif ou post-traumatique) ;
- la réalisation et application de contentions souples, adhésives ou non, d'appareils temporaires de rééducation et d'appareils de postures ;
- la rééducation sensorielle-motrice (s'adresse plus particulièrement aux troubles neurologiques) ;
- la rééducation des troubles de l'équilibre (rééducation neurovestibulaire) ;
- la relaxation neuromusculaire ;
- les différentes techniques de physiothérapie :
  - électrothérapie : courant continu (ou galvanique), galvanisation, diélectrolyse médicamenteuse, le choix du produit médicamenteux étant de la compétence exclusive du médecin prescripteur et courant d'électrostimulation antalgique et excitomoteur ;
  - utilisation des ondes mécaniques (infrasons, vibrations sonores, ultrasons) ;
  - utilisation des ondes électromagnétiques (ondes courtes, ondes centrimétriques, infrarouges, ultraviolets) ;
  - thermothérapie et cryothérapie, à l'exclusion de tout procédé pouvant aboutir à une lésion des téguments ;
- la kinébalnéothérapie et hydrothérapie ;
- la rééducation périnéo-vésico-sphinctérienne, à condition qu'un médecin puisse intervenir à tout moment, il peut :
  - pratiquer des élongations rachidiennes par tractions mécaniques (mise en œuvre manuelle ou électrique) ;
  - faire pratiquer de la rééducation cardiovasculaire de sujets atteints d'infarctus du myocarde récent et à procéder à l'enregistrement d'électrocardiogrammes au cours des séances de rééducation cardiovasculaire, l'interprétation en étant réservée au médecin ;
  - faire pratiquer de la rééducation respiratoire et/ou faire des aspirations trachéales chez un malade trachéotomisé ou intubé.

Les techniques de masso-kinésithérapie sont réalisées à la suite d'un ou plusieurs bilans effectué(s) par le masseur-kinésithérapeute afin d'établir un diagnostic kinésithérapique permettant de définir le nombre de séances à réaliser et d'adapter les techniques aux besoins du patient. Il existe plusieurs champs de pratique en physiothérapie principalement :
- Orthopédie / musculosquelettique / rhumatologie
- Cardiorespiratoire
- Sportive
- Neurologie (AVC, sclérose en plaques, Parkinson, traumatisme craniocérébral, etc.)
- Pédiatrie / troubles du développement
- Gériatrie

Pratiques avancées ou spécialisées :
- Soins intensifs (ou critiques)
- Rééducation urogynécologique (ou périnéale)
- Rééducation vestibulaire
- Amputation
- Blessés médullaires
- Grands brûlés
- Oncologie
- Rééducation de l'articulation temporo-mandibulaire (ATM)

#### Rééducation
- rééducation neurologique (dont pédiatrique) ;
- rééducation des affections traumatiques ou non de l'appareil locomoteur (exemple : rééducation d'un ligament croisé antérieur opéré ;
- rééducation respiratoire ;
- rééducation gériatrique (gériokinésithérapie) ;
- rééducation cardiovasculaire ;
- rééducation des troubles trophiques vasculaires et lymphatiques ;
- rééducation posturale ;
- rééducation des affections rhumatismales ;
- rééducation des brûlés ;
- rééducation en réanimation.
- rééducation de l'amputé, appareillé ou non ;
- rééducation abdominale, y compris du post-partum à compter de l'examen postnatal ;
- rééducation périnéosphinctérienne dans les domaines urologique, gynécologique et proctologique, y compris du post-partum à compter du soixantième jour après l'accouchement ;
- rééducation cutanée et des brûlés ;
- rééducation de la mobilité faciale et de la mastication ;
- rééducation de la déglutition et linguale ;
- rééducation des troubles de l'équilibre ;
- rééducation du périnée ;
- rééducation des fonctions de la main

Le rôle général joué par le kinésithérapeute a été renforcé dans les techniques péri opératoires modernes telles que la récupération rapide après chirurgie dans la chirurgie orthopédique mais aussi viscérale en permettant la préparation et la mobilisation précoce du patient, éléments clés de son retour optimisé à l'autonomie.

## Critiques scientifiques
La kinésithérapie est un conglomérat de techniques éparses et il est très difficile à l'heure actuelle de distinguer les techniques efficaces de celles qui ne le sont pas. Il est cependant possible de se renseigner sur ce sujet en consultant par exemple les banques de données de la Collaboration Cochrane, la base de données PEDro (indexation de publications au sujet de la physiothérapie, fondées sur les preuves), la banque documentaire internationale de la masso-kinésithérapie et de la physiothérapie francophone KINÉDOC, ou encore le site de la Haute Autorité de santé. Cette dernière édite notamment des guides de recommandations en langue française à destination des professionnels de santé concernant les affections les plus fréquentes : lombalgie chronique, fléau cervical, polyarthrite rhumatoïde, accident vasculaire cérébral, etc.
À titre d'exemple, on peut dire que parmi les techniques utilisées par les kinésithérapeutes :
- Le ré-entraînement à l'effort diminue la dyspnée, la fatigue et améliore les capacités fonctionnelles en cas de bronchopneumopathie chronique obstructive (BPCO), de manière cliniquement significative[27] ;
- L'entraînement cardiorespiratoire réduit les déficiences après un accident vasculaire cérébral (AVC), peut-être en améliorant la mobilité et l'équilibre. Il y a suffisamment de preuve pour incorporer ce type d'entraînement dans les programmes de rééducation post-AVC pour améliorer la vitesse et l'endurance à marche[28] ;
- Les programmes d'exercices personnalisés à faire à la maison ou en groupe sous supervision sont plus efficaces que l'absence d'intervention dans la prise en charge de la spondylarthrite ankylosante[29].

### Filmographie
- Mouche ton nez et dis bonjour au kiné !, de Christine Ansellin et H. Foure, Cellule audiovisuelle C.H.U. d'Amiens, 1994, 13 minutes (VHS)
- Massothérapie intégrée, de Michel Dufour, Kinémédia, Chantepie, 2001, 4 DVD (1. Le membre supérieur, 56 minutes ; 2. Visage, crâne et région cervicale, 41 minutes ; 3. Le membre inférieur, 59 minutes ; 4. Thorax et abdomen, 81 minutes)
- Ces kinés qui font respirer, de Véronique Lhorme, La cuisine aux images productions, Lyon, 2003, 52 minutes (DVD)
- La kinésithérapie du ventre, de Gilles Péninou, Kinémédia, Chantepie, 79 minutes (DVD)
- Les visages de la kinésithérapie de demain, de Antonin Authier, Sam Jolly, et Théo Courpotin, 52 minutes, 2023